# La Asunción de la Virgen (Tiziano)
La Asunción de la Virgen es un cuadro del pintor renacentista italiano Tiziano. Fue acabada en 1518. Se trata de un óleo sobre madera de gran tamaño, pues alcanza los 6,90 metros de alto y 3,60 m de ancho. Se encuentra en la Basílica de Santa María Gloriosa dei Frari, de Venecia, Italia.

## Historia
Esta tabla fue importante pues estableció la popularidad de Tiziano en Venecia, aunque en un principio suscitó tanta admiración como reticencia. Según algunas fuentes, en la ceremonia de inauguración, un enviado del emperador Carlos V estaba presente: pidió a los frailes, que dudaban de la calidad de la pintura, que se la vendieran si alguna vez decidían quitarlo.

## Análisis
Es un retablo monumental, el de mayor tamaño de la ciudad de Venecia, y está dedicado a la Asunción de María.
La pintura muestra diferentes acontecimientos en tres capas. En la inferior están representados los Apóstoles, con los brazos alzados hacia el cielo, con la excepción de san Pedro, cuyos brazos están cruzados. Miran a la Virgen María, vestida de azul y rojo, que está volando entre ellos y Dios, en pie sobre una nube y está rodeada de querubines celebrando y bailando por aquel momento.
Junto a Dios, que la está esperando, hay otro querubín sosteniendo la corona de la Gloria Santa.
En este cuadro, Tiziano rompe con la dulzura y el tonalismo de Giorgione. Se nota la influencia de Miguel Ángel en la figura de Dios Padre, y la de Rafael Sanzio en la composición piramidal.
Los tres planos están unidos por un efecto de luz insólito.
Los personajes están representados en movimiento, con posiciones distintas: de frente, de espaldas o en escorzo.